# Villar Dora
Villar Dora (O Vilà in dialetto locale) è un comune italiano di 2 781 abitanti della città metropolitana di Torino in Piemonte, compreso tra il versante orografico sinistro della Val di Susa e il fiume Dora Riparia.

## Geografia fisica
Il comune di Villar Dora è situato nella bassa Valle di Susa, a circa 26 chilometri da Torino. Confina a nord con Rubiana, a ovest con Caprie, a sud con Avigliana e Sant'Ambrogio di Torino e ad est con Almese.
Il territorio comunale è situato sulla sinistra orografica del fiume Dora Riparia. Nella zona pianeggiante (tra i 345 ed i 400 metri sul livello del mare) si concentra la maggior parte popolazione, mentre nella zona collinare (400 – 800 metri), costituita dai primi contrafforti delle alpi Graie, sorgono numerose borgate. La parte montuosa (800 – 1508 metri) non risulta invece antropizzata.
L'ambiente di pianura non urbanizzato è costituito da prati e coltivi (alberi da frutto e da taglio, cereali), mentre quello boschivo è costituito fino ai 1000 metri da latifoglie, ad esempio querce, castagni, aceri, frassini e noccioli. A quote superiori sono invece presenti i faggi, gli ontani, le betulle e le conifere (pini, larici, abeti).
Il dislivello totale varia da 345 a 1508 m s.l.m.: il punto più basso si trova nei pressi della bealera (fosso) di Caselette al confine con il comune di Avigliana, mentre quello più alto è costituito dalla vetta del monte Caprasio (Rocca Sella).
- Classificazione sismica: zona 3 (sismicità bassa), Ordinanza PCM n. 3274 del 20/03/2003
- Classificazione climatica: zona E, 2904 GR/G

## Origini del nome
L'antico nome del paese (Villar d'Almese) deriva forse da Villa ad Mensam (dal nome latino del torrente Messa) che indicava un modesto stanziamento agricolo sorto nell'alto medioevo attorno ad una fortificazione ove più tardi sarebbe stato costruito il castello. Il nome del Villar viene citato per la prima volta nel diploma del 31 luglio 1001 con cui l'imperatore Ottone III conferiva un'investitura feudale ad Olderico Manfredi.
Solo nel 1885 il paese ha assunto l'attuale nome di Villar Dora.
Non di rado capita di trovare scritto, in modo errato, «Villardora» (senza spazio): la sola dicitura corretta, utilizzata ufficialmente dal Comune, è invece quella di "Villar Dora". Diversi comuni in Piemonte riportano il toponimo "Villar".

## Storia

### Epoca antica e medioevale
In epoca romana sorgeva, presso la rocca del castello, un posto di vedetta per la sorveglianza dello sbocco della Valle di Susa verso la pianura Padana. Tale posizione risultava strategica perché nei pressi del vicino Monte Pirchiriano si trovava il confine amministrativo e religioso dell'Italia metropolitana. Poco oltre, presso la zona di Ocelum (tra Caprie, Novaretto e Chiusa di San Michele), la giurisdizione era già delle Alpes Cottiae, considerate dal 9-8 a.C. al 63 d.C. un regno autonomo soggetto a Roma, poi provincia romana fino alla riforma di Diocleziano (fine III secolo).
Tra gli scritti riguardanti il medioevo vi è un documento del 1287 che descrive i principali edifici, fra cui:
- La Torre del Colle (Tor do Còl in grafia piemontese), un possente torrione cilindrico edificato in stile romanico verso l'inizio del basso medioevo, situato presso l'omonima borgata alle pendici della collina della Seja. Questo faceva verosimilmente parte di un complesso sistema di vigilanza che comprendeva castelli, torri, forti e casematte dislocati lungo tutta la valle.
- Il Castello di Villar Dora, forse l'insediamento più antico del paese, situato in una zona dalla quale è possibile controllare buona parte della bassa valle di Susa. Nel basso medioevo vi era un complesso di torri unite da una cinta muraria. La struttura attuale risale al XV secolo quando, per volere dei feudatari della famiglia Provana, furono costruiti il Palacium, l'ala di Margaretha de Rotariis e la torre. La dipendenza detta Ca' Bianca risale al XVII secolo, mentre i giardini furono realizzati nel XIX secolo per volere del conte Annibale Antonielli d'Oulx.

Si ritiene che la chiesa parrocchiale sia stata fondata nell'VIII secolo circa, ad opera dei monaci benedettini dell'Abbazia della Novalesa. Originariamente edificata in stile romanico, fu successivamente ristrutturata in stile barocco nel XVII secolo.
I feudatari del Villar erano vincolati da legame vassallatico al conte di Savoia ed erano per questo tenuti, in caso di guerra, a provvedere al reclutamento degli uomini abili.
I secoli XII, XIII e XIV videro una successione di varie famiglie feudatarie: De Thouvet sive De Sala, De Mont Vernier, Aiguebelle, Bergognino, Provana: fra essi, questi ultimi furono coloro che ebbero maggior rilevanza storica. Col passare dei secoli, il potere politico passò gradualmente dalle famiglie dell'antica aristocrazia savoiarda a quelle dei nobili del Piemonte, transizione che si poté dire compiuta nel '400.
Altri documenti dell'epoca presentano informazioni di carattere prevalentemente fiscale, focalizzati sulle imposte e sulle tasse.
Secondo la tradizione (forse una leggenda) nell'anno 1418 papa Martino V soggiornò al Villar di ritorno dal Concilio di Costanza, dopo una visita alla celeberrima abbazia della Novalesa, cui abate commendatario era a quel tempo un Provana del Villar.

### Età moderna
Il periodo dell'età moderna vide alcune ondate di pestilenza, documentate grazie alle esenzioni fiscali che furono concesse in queste occasioni. Le esenzioni ricorrevano inoltre in caso di guerre ed eventi atmosferici distruttivi come le grandinate.
Nel XVIII secolo avvenne la prima regolamentazione organica delle attività agricole con l'emissione dei «bandi campestri» da parte dell'autorità comitale:
(Estratto dai Bandi Campestri per il luogo del Villar vicino Almese, formati dal Vassallo Gaspare Provana Signori di detto Luogo - 1731)

### Età contemporanea
In età napoleonica il paese fu conquistato dall'esercito francese e annesso al cantone di Rivoli.
Nel medesimo periodo si estinse la dinastia Provana del Villar, con l'avvicendamento per successione dinastica dei conti Antonielli d'Oulx, cui ancora oggi il castello appartiene.
Nel corso del XIX secolo, in seguito alla Restaurazione, la situazione rivoluzionaria si placò gradualmente. Il substrato sociale del Villar, originato dalle idee giacobine e cresciuto nel corso dell'Ottocento con le idee socialiste, diede vita sul finire del secolo alla Società Cooperativa (1882).
Con decreto del 25 gennaio 1928, per volere del governo Mussolini vennero riunificati i comuni di Villar Dora, Almese e Rivera. Questa unione durò fino all'11 aprile del 1955 quando il Presidente della Repubblica Luigi Einaudi ristabilì, mediante un decreto, l'autonomia amministrativa del comune di Villar Dora.
La seconda guerra mondiale ha lasciato tracce sulla collina della Seja, ove ancora oggi sono presenti le vestigia delle installazioni della batteria contraerea.
Nel periodo dell'occupazione tedesca e della Repubblica Sociale Italiana, nella frazione di Borgionera (ma anche in una casa del capoluogo e in seguito nella vicina Rubiana) la famiglia Richetto nascose e protesse dalla deportazione tredici ebrei torinesi tra loro imparentati. Per questo impegno di solidarietà, il 13 settembre 1982, l'Istituto Yad Vashem di Gerusalemme ha conferito ai coniugi Carmelo e Angiola Richetto l'alta onorificenza dei giusti tra le nazioni.

### Simboli
Lo stemma e il gonfalone del comune di Villar Dora sono stati concessi con decreto del presidente della Repubblica del 26 agosto 1959.
Lo stemma è costituito da uno scudo sannitico sormontato dalla corona dei comuni e contornato da due tralci di alloro e di quercia, legati insieme da un nastro tricolore. Nello scudo è rappresentato il castello e la Torre del Colle, due simboli che contraddistinguono il comune di Villar Dora; entrambi di color rosso e merlati alla guelfa, sorgono in primo piano su un prato verde e si stagliano su uno sfondo bianco.
Da notare che, sebbene lo stemma riporti il castello merlato alla guelfa, in realtà l'edificio sia merlato alla ghibellina, e la sua torre sia a pianta circolare anziché quadrata. La Torre del Colle invece presenta correttamente i merli guelfi, ma è anch'essa raffigurata a pianta quadrata anziché rotonda.
Il gonfalone è un drappo partito di bianco e di rosso.
Un altro simbolo del paese, sebbene non rappresentato in forma ufficiale, è costituito dalle ciliegie: un tempo la coltivazione di questo frutto costituiva una delle più rilevanti attività agricole del territorio. Oggi, in una realtà profondamente cambiata, le ciliegie hanno perso la loro importanza economica, ma rimangono tuttavia un simbolo di Villar Dora. Anche le castagne e i marroni (riconosciuti IGP dal 2010) hanno storicamente costituito una fonte primaria di sostentamento.

## Monumenti e luoghi d'interesse
- Castello di Villar Dora
- Torre del Colle
- Chiesa parrocchiale di San Vincenzo e Anastasio. L'origine della chiesa risale all'alto medioevo, con la fondazione di un'antica dipendenza dell'Abbazia di Novalesa. Il parroco di Villar Dora è chiamato tutt'oggi con l'appellativo di "priore". Il primo fu Aymo Sacerdos, di cui si hanno documenti del 1176. L'attuale priore di Villar Dora, il ventinovesimo di cui si abbia memoria, è don Alfonso Vindrola (dal 28 settembre 2024).
- Chiesa di San Rocco
- Cappella di San Pancrazio
- Monte Caprasio (Rocca Sella)
- Collina della Seja e Sentiero Balcone
- Aree umide e torbiere delle Tampe
- Per Villar Dora passa la Via Francigena, ramo del Moncenisio[15].

## Società

### Evoluzione demografica
Abitanti censiti

### Etnie e minoranze straniere
Secondo i dati ISTAT al 31 dicembre 2009, la popolazione straniera residente era di 163 persone. Le nazionalità maggiormente rappresentate in base alla loro percentuale sul totale della popolazione residente erano:
- Romania 95 3,14%

### Lingue e dialetti
Il dialetto prevalente di Villar Dora è il piemontese, non scevro di alcune peculiarità locali: nella tabella sottostante si riportano alcuni esempi utilizzando la grafia piemontese. Il paese è talvolta indicato come compreso in un'«area linguistica francoprovenzale fortemente piemontesizzata». Già nel XX secolo, i parlanti patoà erano però minoritari e localizzati perlopiù nelle borgate collinari confinanti con la vicina Rubiana. La varietà linguistica francoprovenzale è in via d'estinzione, mentre quella piemontese si sta progressivamente perdendo con il passare delle generazioni.
| Italiano | Piemontese | Villardorese | Francese |
| -------- | ---------- | ------------ | -------- |
| Il       | Ël         | O            | Le       |
| Del      | Dël        | Do           | Du       |
| Gatto    | Gat        | Ciat         | Chat     |
| Non      | Nen/Pà     | Pà           | Pas      |

### Enti, associazioni e gruppi
La vita associativa villardorese è piuttosto intensa e conta numerosi gruppi.
- AIB Villar Dora. È la squadra anti incendi boschivi, facente parte del Corpo AIB Piemonte.
- Amici dell'Età. Associazione dedita alla fascia anziana della popolazione.
- Associazione "Franco Buggia". Organizza iniziative ed incontri prevalentemente nelle borgate Bert e Montecomposto.
- Coro Riparia.
- Croce Rossa Italiana, Comitato locale di Villar Dora.
- FIDAS Villar Dora, sezione locale dei donatori di sangue.
- Gruppo Alpini "Rocca Sella" Archiviato il 4 marzo 2016 in Internet Archive., sezione locale dell'Associazione Nazionale Alpini.
- Gruppo Culturale Villardorese. Organizzazione di volontariato per la valorizzazione del patrimonio storico, artistico e culturale, fondata nel 1981.
- Gruppo fotografico Amici '91. Approfondisce le tematiche fotografiche mediante incontri e competizioni. Come suggerisce il nome, è stata fondata nel 1991.
- Gruppo Folcloristico. Esegue danze e balli tradizionali con personaggi vestiti in costume storico[19].
- Parrocchia dei SS. Vincenzo ed Anastasio, oratorio e Schola cantorum (Cantoria parrocchiale).
- Polisportiva Villardorese. Attiva dagli anni '70 con attività come marcia alpina, Tennis tavolo, Pallacanestro e Pallavolo.
- Pro Loco Villar Dora. Fondata nel 1975, organizza numerose iniziative locali: carnevale, ciliegiata (ultima domenica di maggio), festa di San Rocco (14, 15 e 16 agosto), castagnata (ultima domenica di ottobre) e mercatini di Natale.
- Circolo bocciofilo "Punt e mes".
- Società Cooperativa. Fondata nel 1882, tuttora esistente, ha storicamente costituito uno dei motori propulsori della vita sociale del paese.
- Società filarmonica (banda musicale). Formazione già attiva nel 1893[20]. Interviene in occasione delle feste civili e religiose. Organizza talvolta dei concerti.
- Villar Dora Sicura. Associazione per la vigilanza di vicinato. Organizza turni quotidiani di sorveglianza del paese da parte di volontari, in sinergia con le forze dell'ordine.

## Cultura
La festa patronale è dedicata a San Rocco (16 agosto), titolare della chiesa edificata nell'omonima piazza centrale del paese, dove sorge anche il Comune. Questo culto ha una forte tradizione popolare: l'edificio fu costruito durante il XVII secolo per volere dei cittadini stessi, come ringraziamento per la guarigione dalle epidemie di peste. Vi sono inoltre San Vincenzo di Saragozza e Sant'Anastasio di Persia (22 gennaio), contitolari della chiesa parrocchiale, luogo che ha un'antica origine monastica ed è storicamente legato ai feudatari del castello. Assai rilevanti per il paese sono inoltre San Pancrazio (12 maggio) e San Martino (11 novembre), cui sono dedicate le rispettive cappelle votive.

### Istruzione e musei
Sul territorio comunale sono presenti i seguenti istituti:
- Scuola primaria Carlo Collodi
- Scuola dell'infanzia La giostra
- Asilo nido privato La coccinella
- Biblioteca comunale

Il Museo della Dora Riparia nella Preistoria (Do.R.P.), attivo dal 2005 al 2011 ad opera di un gruppo di appassionati, ha presentato le vicende geologiche ed antropologiche del bacino idrografico della Dora Riparia nel periodo compreso tra il neolitico e l'epoca attuale.

### Eventi e feste
La leggenda narra che nel medioevo San Rocco, pellegrino di origine francese, transitò attraverso la Valle di Susa in viaggio verso Roma. La festa patronale a lui dedicata, celebrata il 16 agosto, è la più importante dell'anno e anticamente aveva un significato apotropaico nei confronti delle ricorrenti epidemie di peste. La stessa chiesa di San Rocco (XVII secolo) fu costruita dalla comunità locale come ringraziamento per la guarigione dalle pestilenze e per invocare la buona salute presso il santo taumaturgo. La festa comprende tradizionalmente tre giorni (15, 16 e 17 agosto), nei quali la banda musicale passa per le strade e per le borgate del paese a distribuire i "sonetti", brevi poesie scritte in piemontese. Il 16 agosto costituisce giorno di festività e di chiusura di esercizi ed uffici pubblici. Il giorno 17, detto San Rochèt ("piccolo" San Rocco), è il momento della classica merenda sinoira all'aperto (una merenda piuttosto sostanziosa che costituisce anche la cena): un tempo era consumata nei boschi presso la fontana del Prajet, mentre attualmente l'evento si svolge presso la vicina fontana della Cinà.
Altre manifestazioni nel corso dell'anno sono: la festa di San Pancrazio (e dell'omonima cappella), la Ciliegiata in primavera e la Castagnata in autunno. A dicembre (di norma la seconda domenica del mese) si svolge il Mercatino di Natale con bancarelle e manifestazioni.

## Geografia antropica

### Struttura urbanistica
Sono giunte fino alla nostra epoca alcune mappe catastali storiche di Villar Dora, le più antiche risalenti alla fine del XVIII secolo. Da esse si può dedurre che il paese fosse diviso tra capoluogo (la zona intorno al castello) e borgate (dislocate ai margini della pianura oppure decisamente in collina).
Le zone pianeggianti ai piedi della collina della Seja, comprese tra la Dora ed il Capoluogo risultavano umide ed in parte paludose anche a causa delle tampe (le cave di torba ed argilla), non abitate perché considerate malsane. Qui trovava posto solo l'antica fornace per laterizi.
Elenco delle borgate storiche di Villar Dora (fra parentesi i nomi in grafia piemontese):
- Andruini (Andruin). Modernamente è invalso l'uso del singolare "Andruino" anziché del plurale "Andruini".
- Baratta (Ca'n Baràta)
- Bert (Sa'n Bert)[21]. Dislocata tra i 700 e gli 800 m s.l.m., è la borgata più elevata del paese.
- Borgione (Ca'n Borgion)[22]. Questo nucleo di case, già documentato nel '700, costituiva un tempo una frazione indipendente ed era sede di un forno per il pane. Oggi, dal punto di vista catastale, è considerato parte di Borgata Richetto.
- Borgionera (Borgionera). Sede della cappella di San Martino, la cui festa cade l'11 novembre.
- Bosio (Ca'n Beus). Aggrega a sua volta le borgate Colombo e Maltrot.
- Capoluogo, ovvero il nucleo centrale del paese, compreso tra il castello, la chiesa, il comune e le zone limitrofe.
- Calliero (Ca'n Callié)
- Cordonatto (Ca'n Got)
- Giorda (Ca'n Giorda)
- Merlo (Pilon Merlo)
- Molino (Mulin). Trae il nome dal mulino che i Provana del Villar fecero realizzare nel XV secolo. Anticamente non era una vera e propria borgata perché il mulino sorgeva isolato in mezzo alla campagna.
- Montecomposto (Montconpò). Borgata assai popolosa, è una delle più elevate d'altitudine insieme a borgata Bert.
- Morando (Ca'n Moran)
- Richetto (Ca'n Richèt). Antica e popolosa borgata, già presente nella sua attuale estensione nei catasti di fine Settecento.
- Suppo (Ca'n Sup). Vi si trova la fontana della Cinà, sede della "merenda sinoira" il 17 agosto, nel contesto dei giorni di festività dedicati a San Rocco.
- Torre del Colle (Tor do còl). Segno distintivo della borgata è l'omonimo torrione medievale, ai cui piedi si trovava l'antico oratorio di San Lorenzo (sec. XII circa) ora in rovina.
- Vindrola (Vindròla). Da questa Borgata prende nome il rio Vindrola, che tra i locali è conosciuto semplicemente come "il rio" (da cui, più a valle, il toponimo di "Piazza del Rio").

## Economia
Storicamente l'economia del paese è stata legata alle attività agricole. Forte rilevanza hanno sempre assunto l'orticoltura e la frutticoltura, con particolare riferimento alle ciliegie ed alle castagne. Nel passato, assai diffusa era la coltura della vite, a vigna nelle zone collinari e ad alteno in quelle pianeggianti, da cui si ricavava un vino di spiccata acidità, ottenuto dai vitigni locali come l'Avanà.
Un tempo vi era una fornace che fin dal medioevo produceva mattoni, tegole, tavelle ed altri laterizi, alimentata mediante forno a legna. Essa fu demolita negli anni ottanta e del complesso si conserva ancora una ciminiera isolata nei campi.
La zona delle Piotere presenta un sottile strato di suolo alluvionale originato delle antiche esondazioni della Dora Riparia. Qui si accumularono i sedimenti organici che si trasformarono in torba, di cui venne avviata l'estrazione a partire dai tardi anni trenta. In seguito alla cessazione dell'attività le cave si riempirono d'acqua e si trasformarono in stagni. Nella medesima zona si estraeva fin dal medioevo anche l'argilla destinata alla vicina fornace.
Attualmente in paese sono presenti alcune attività commerciali e artigianali di piccola dimensione. È diffuso il fenomeno del pendolarismo da e verso Torino.

## Infrastrutture e trasporti
Villar Dora è raggiungibile mediante:
- Strada statale 24 del Monginevro.
- Strada statale 25 del Moncenisio (4 km).
- Autostrada A32, uscita Avigliana Ovest (4 km).
- GTT, autolinea Torino-Condove.
- GTT, autolinea Torino-Rubiana.
- Ferrovia Torino-Modane, stazione di Sant'Ambrogio di Torino (4 km).
- Ferrovia Torino-Modane, stazione di Avigliana (5 km).

## Amministrazione
Si riportano le amministrazioni comunali dal 1955 ad oggi.

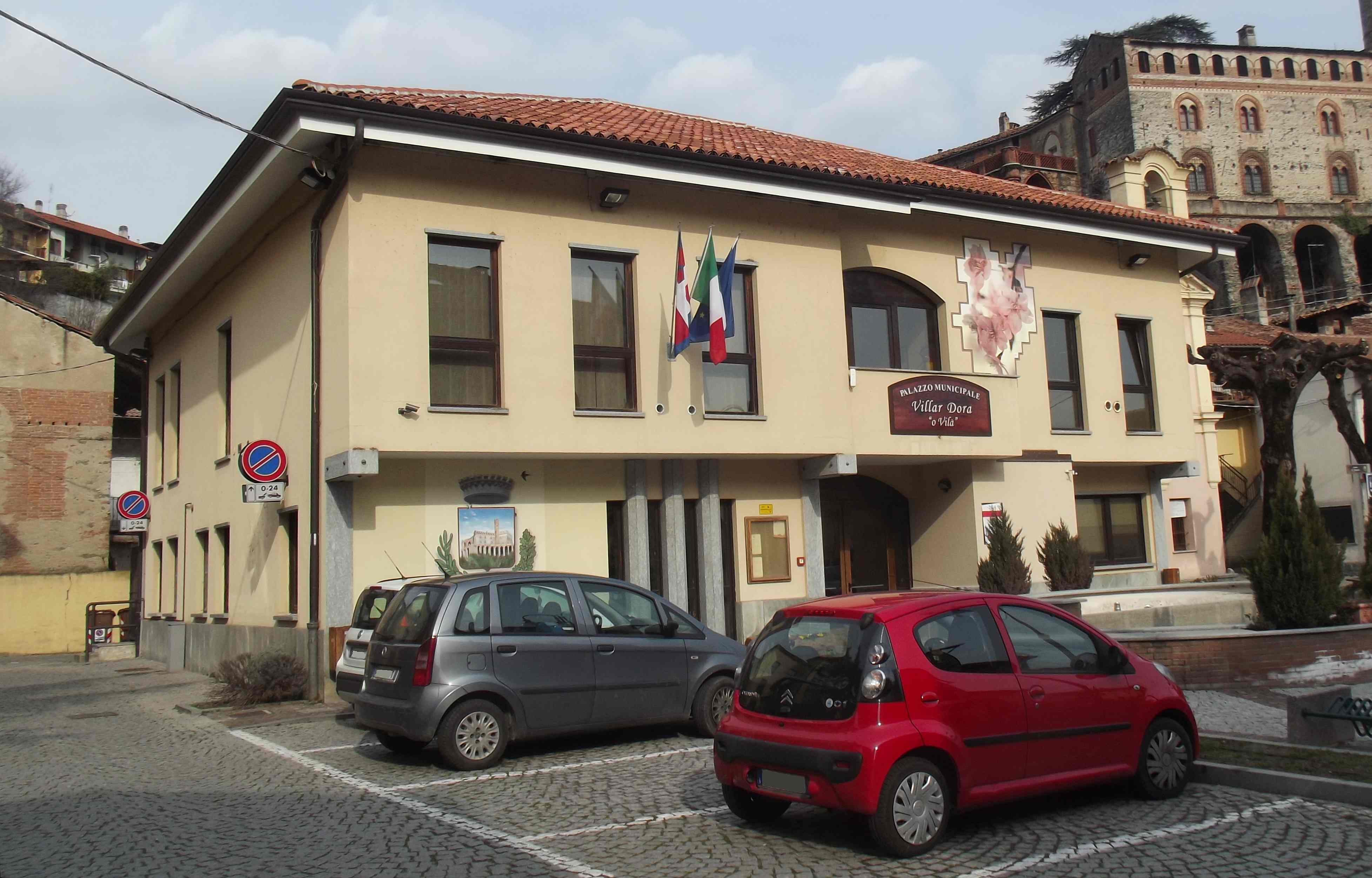
Il municipio

| Periodo        | Periodo        | Primo cittadino    | Partito      | Carica                  | Note   |
| -------------- | -------------- | ------------------ | ------------ | ----------------------- | ------ |
| ottobre 1955   | maggio 1956    | Andrea Musso       |              | Commissario prefettizio |        |
| maggio 1956    | novembre 1964  | Martino Franchino  |              | Sindaco                 |        |
| novembre 1964  | novembre 1972  | Teresio Giverso    |              | Sindaco                 |        |
| novembre 1972  | gennaio 1975   | Domenico Benna     |              | Sindaco                 |        |
| febbraio 1975  | giugno 1975    | Antonio Di Giovine |              | Commissario prefettizio |        |
| giugno 1975    | giugno 1980    | Piero Blandino     |              | Sindaco                 |        |
| giugno 1980    | maggio 1985    | Piero Blandino     |              | Sindaco                 |        |
| maggio 1985    | maggio 1990    | Piero Blandino     |              | Sindaco                 |        |
| maggio 1990    | giugno 1994    | Elisio Croce       | Lista civica | Sindaco                 |        |
| 14 giugno 1994 | 15 giugno 1999 | Elisio Croce       | Lista civica | Sindaco                 |        |
| 15 giugno 1999 | 14 giugno 2004 | Elisio Croce       | Lista civica | Sindaco                 |        |
| 14 giugno 2004 | 8 agosto 2008  | Susanna Oliva      | Lista civica | Sindaco                 |        |
| 8 agosto 2008  | 9 giugno 2009  | Barbara Buffa      |              | Commissario prefettizio | [ 23 ] |
| 9 giugno 2009  | 26 maggio 2014 | Mauro Carena       | Lista civica | Sindaco                 |        |
| 26 maggio 2014 | 27 maggio 2019 | Mauro Carena       | Lista civica | Sindaco                 |        |
| 27 maggio 2019 | 11 giugno 2024 | Savino Moscia      | Lista civica | Sindaco                 |        |
| 11 giugno 2024 | in carica      | Norma Tabone       | Lista civica | Sindaco                 |        |

### Gemellaggi
- Lanslebourg-Mont-Cenis

### Altre informazioni amministrative
Il comune faceva parte della Comunità Montana Valle Susa e Val Sangone, ora Unione Montana Valle Susa.

## Sport
Sul territorio comunale sono presenti i seguenti impianti sportivi:
- Palestra comunale Carabiniere Tonino Gubbioni
- Piscina e palestra (Associazione sportiva Valmessa Sporting Club)
- Maneggio equestre, piscina, tennis (Associazione sportiva Mannus Club)
- Campo sportivo parrocchiale

## Cucina
La tradizione culinaria locale è legata agli ingredienti del territorio, che si caratterizzano per la loro estrema semplicità. Nei pasti quotidiani d'un tempo vigeva la sobrietà della civiltà contadina, dovuta alla povertà diffusa per via delle ricorrenti carestie, delle malattie e dei passaggi degli eserciti in guerra. Qualche piatto più elaborato veniva servito in occasione delle feste. Tra ciò che si poteva trovare sulle tavole dei villardoresi fino al dopoguerra, si segnalano:
- Antipasti: insaccati, verdura in carpione, funghi, acciughe al verde, pomodori ripieni, pesce d'acqua dolce in carpione;
- Primi piatti o piatti unici: minestrone, polenta, bagna caoda, risotto, pasta e fagioli o ceci, riso con latte e castagne, semola, gnocchi, panada;
- Secondi piatti: Arrosto, bollito di carne, coniglio, frittate, spezzatino, subrich di patate, trippa, pesci d'acqua dolce, involtini di cavolo (pes-còj o caponèt), cipolle ripiene (siole pien-e);
- Formaggi: cagliata (quajà) e toma;
- Dolci: pesche ripiene (persi pien), frutta cotta, zabaione;
- Tipi di pane: biova, cobia, cusiòira.

## Galleria d'immagini

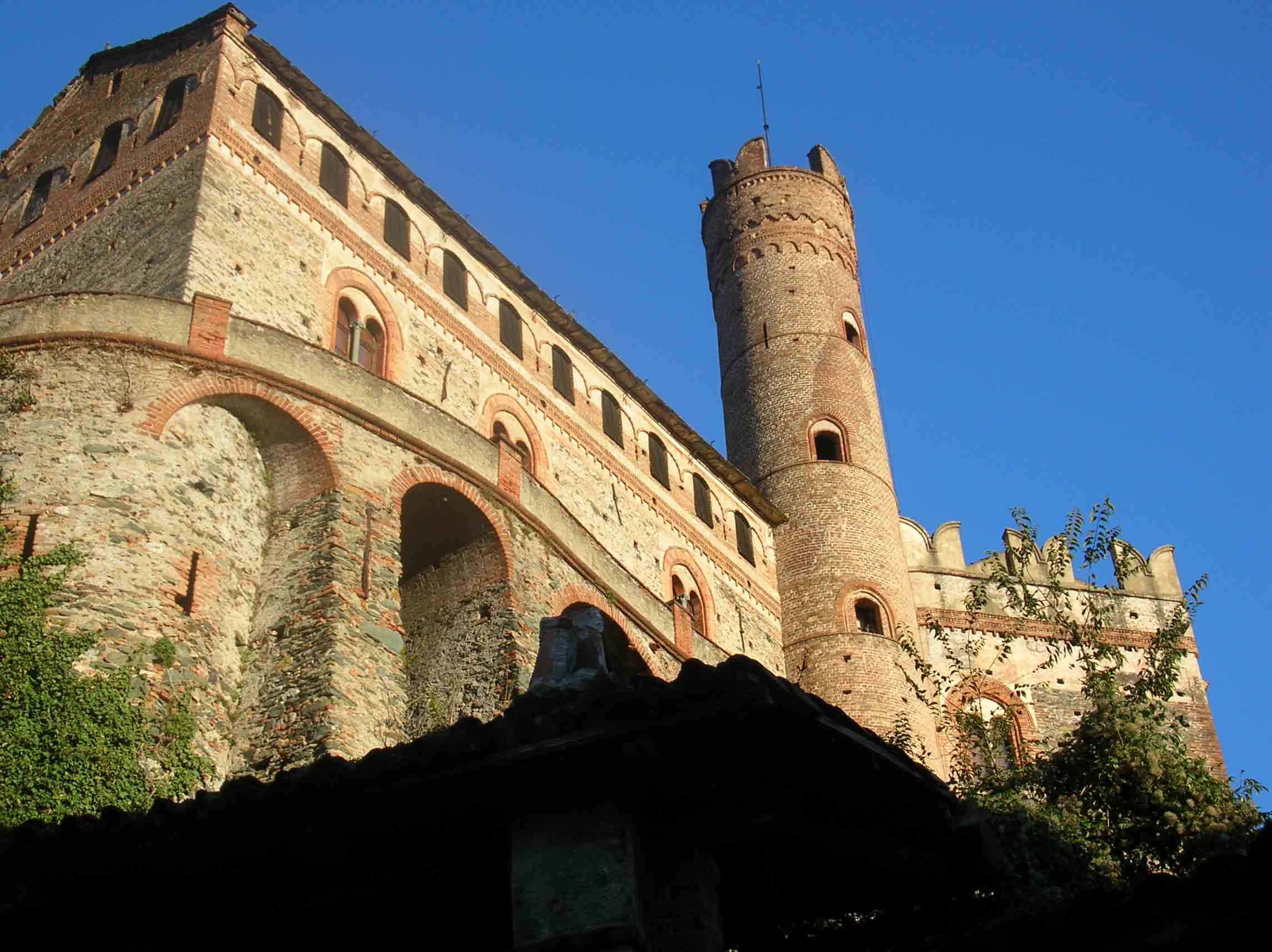
Suggestiva immagine del castello di Villar Dora; in primo piano scorcio delle imponenti arcate che sostengono i giardini
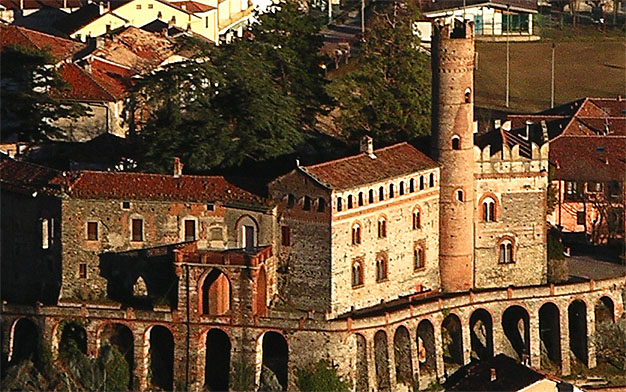
Il castello di Villar Dora ripreso da ovest; da destra il Palacium, la torre merlata e l'ala Margaretha De Rotariis
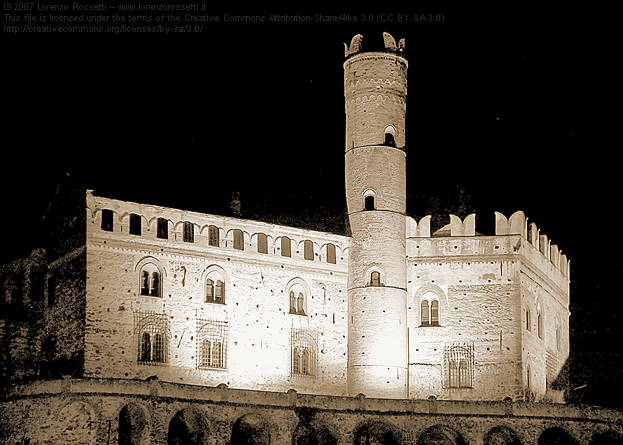
Il castello di Villar Dora in una ripresa notturna
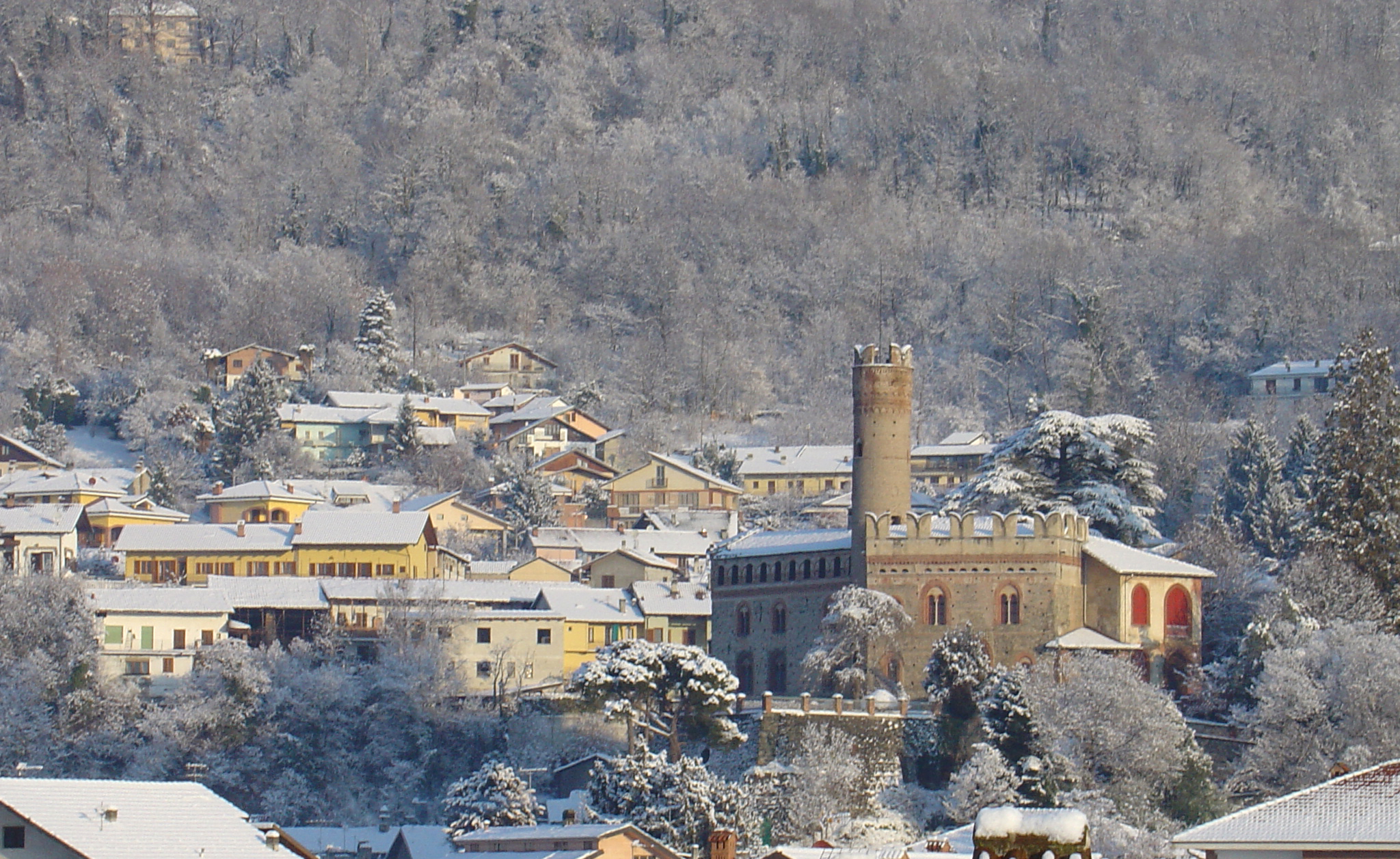
Immagine invernale del Castello
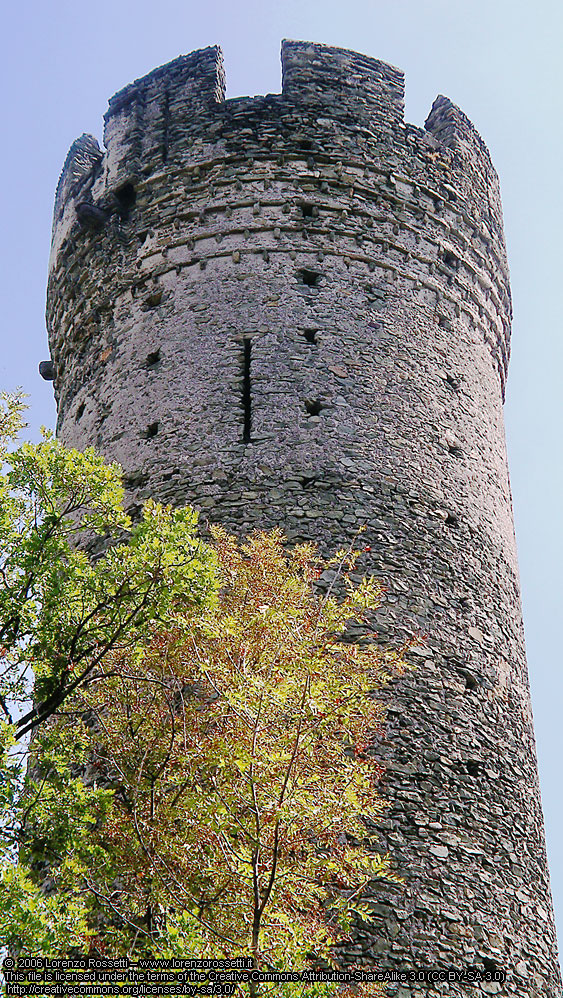
Torre del Colle
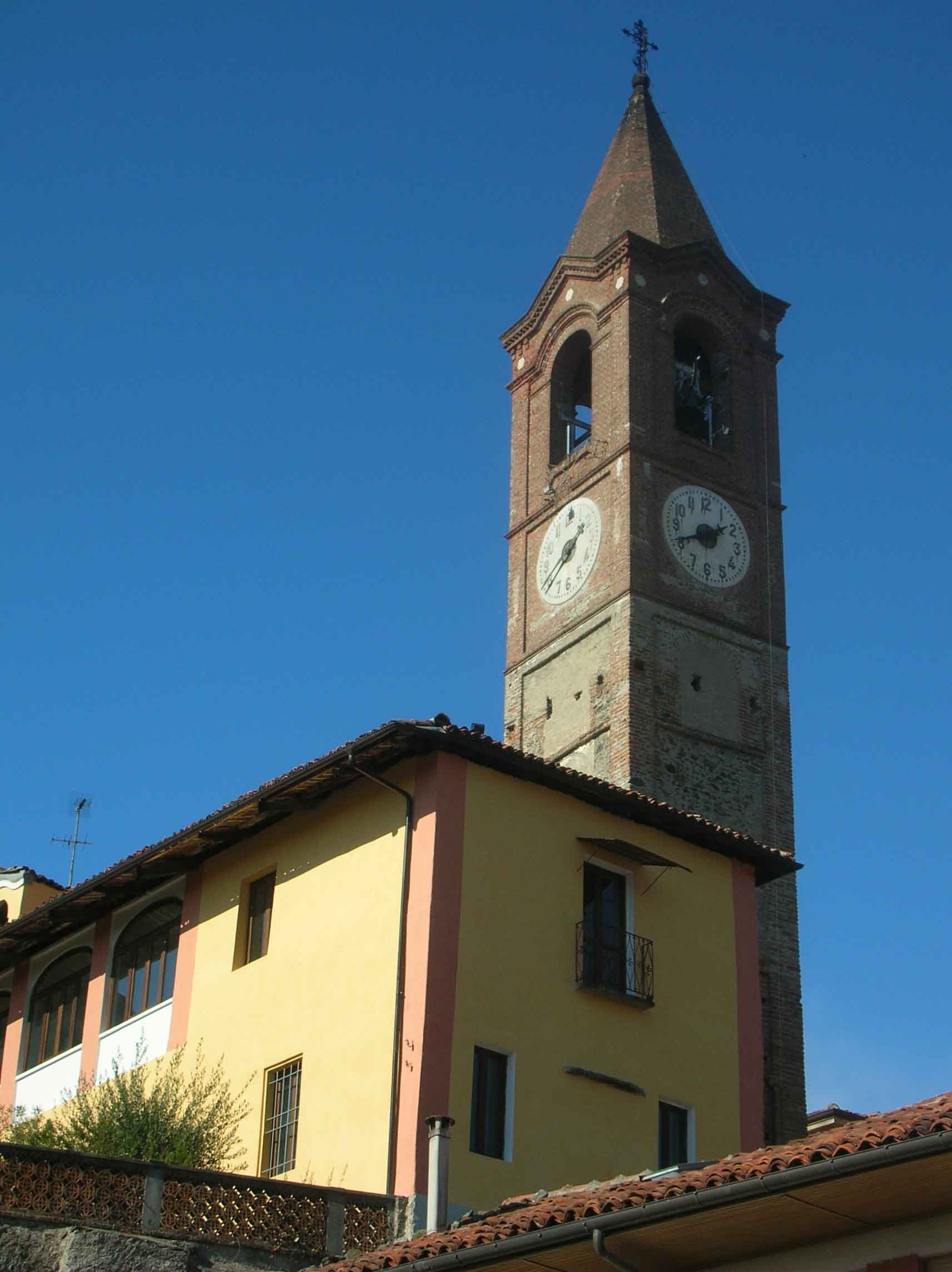
Campanile della chiesa e scorcio della casa parrocchiale
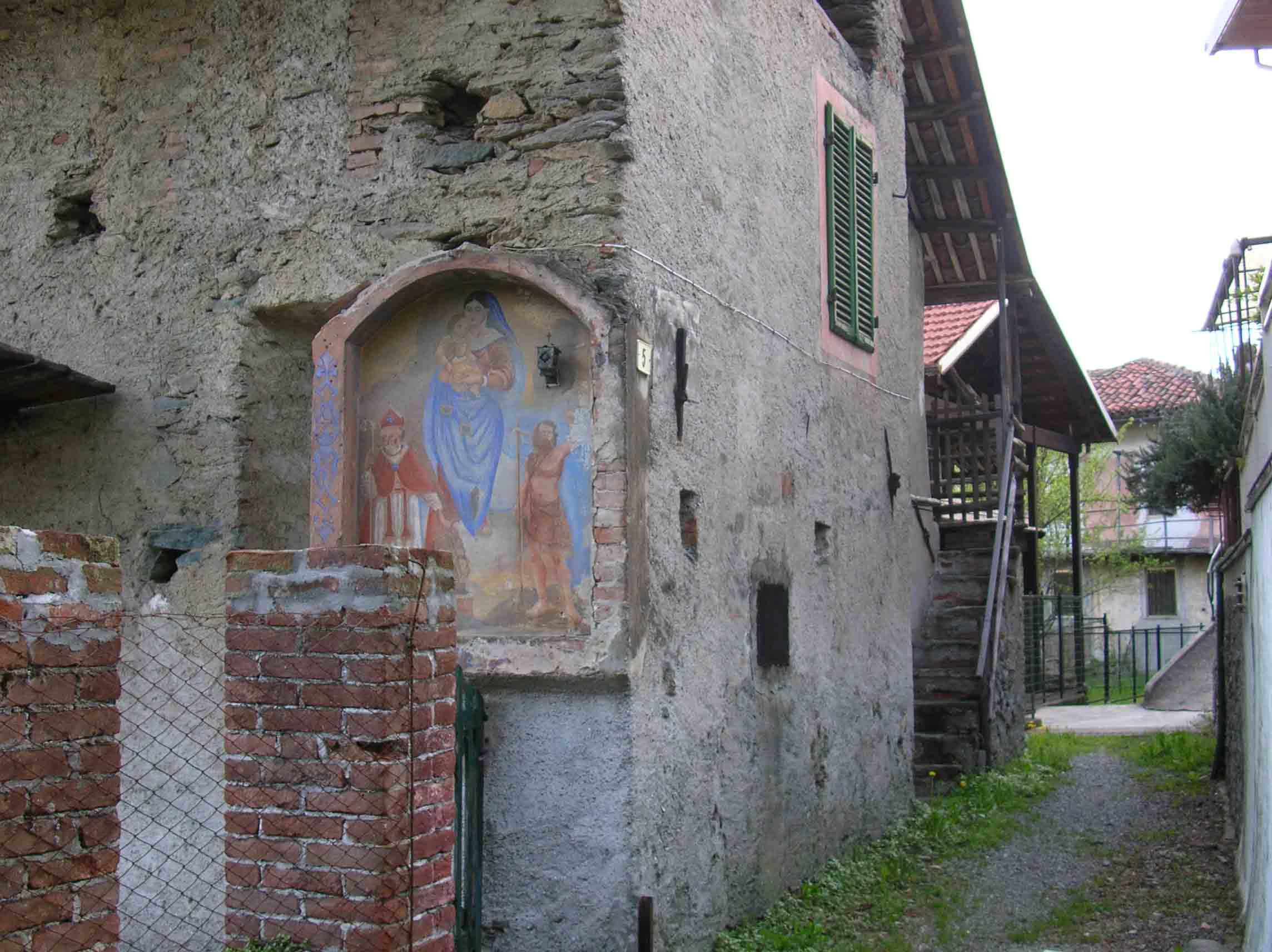
Icona sacra presso borgata Maltrot
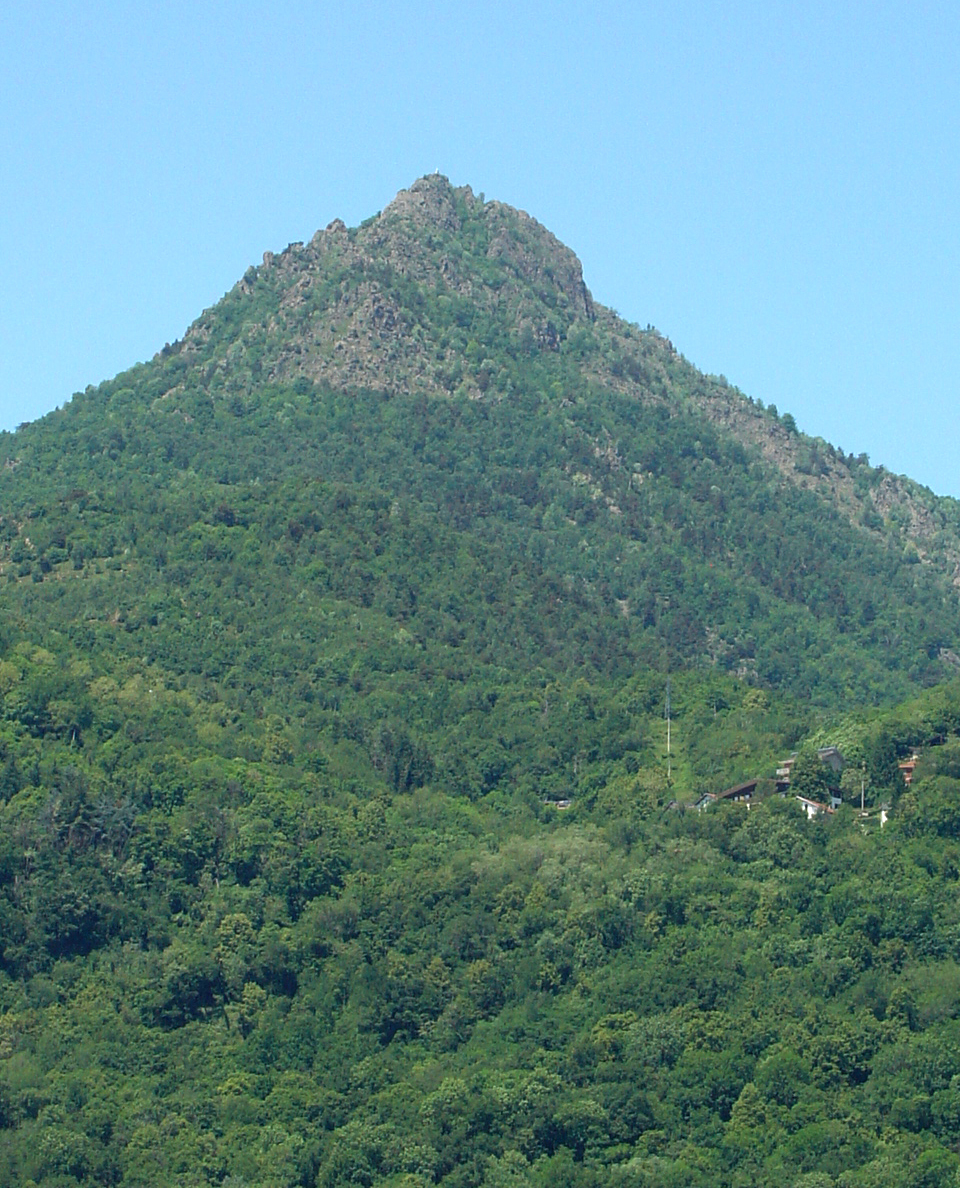
Monte Caprasio (Rocca Sella) la cui vetta rocciosa è il punto più alto del territorio villardorese (1508 m s.l.m.)